# Bazoges-en-Pareds
Bazoges-en-Pareds település Franciaországban, Vendée megyében. Lakosainak száma 1161 fő (2022. január 1.). Bazoges-en-Pareds La Caillère-Saint-Hilaire, Chantonnay, Chavagnes-les-Redoux, La Jaudonnière, Mouilleron-Saint-Germain, Saint-Maurice-le-Girard, Sigournais, Tallud-Sainte-Gemme és Rives-du-Fougerais községekkel határos.

## Népesség
A település népességének változása:
| Lakosok száma | 1170 | 1175 | 1185 | 1153 | 1149 | 1149 | 1145 | 1140 | 1161 |
|               | 2013 | 2015 | 2016 | 2017 | 2018 | 2019 | 2020 | 2021 | 2022 |